# Broechem

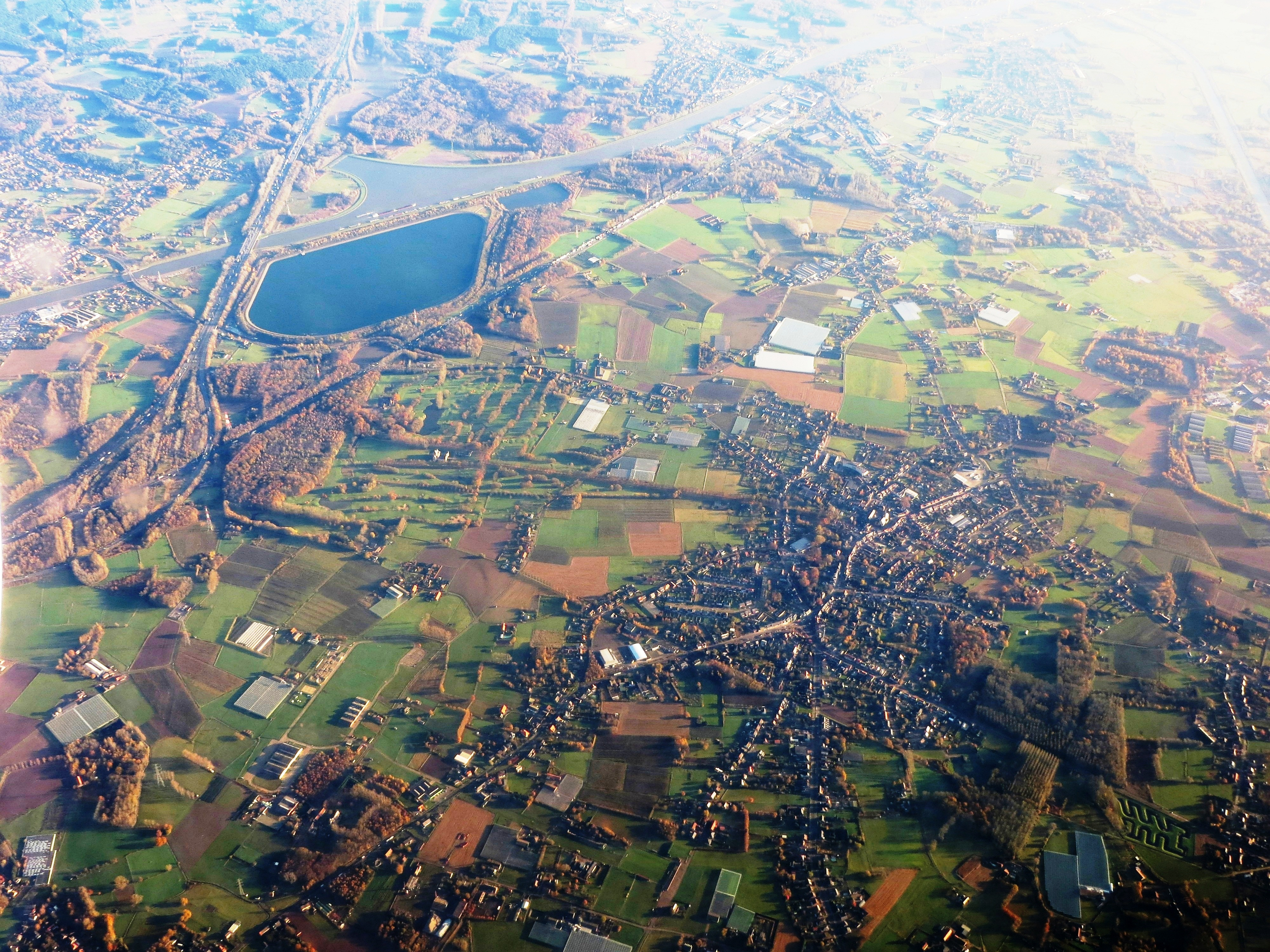
Broechem en het Albertkanaal

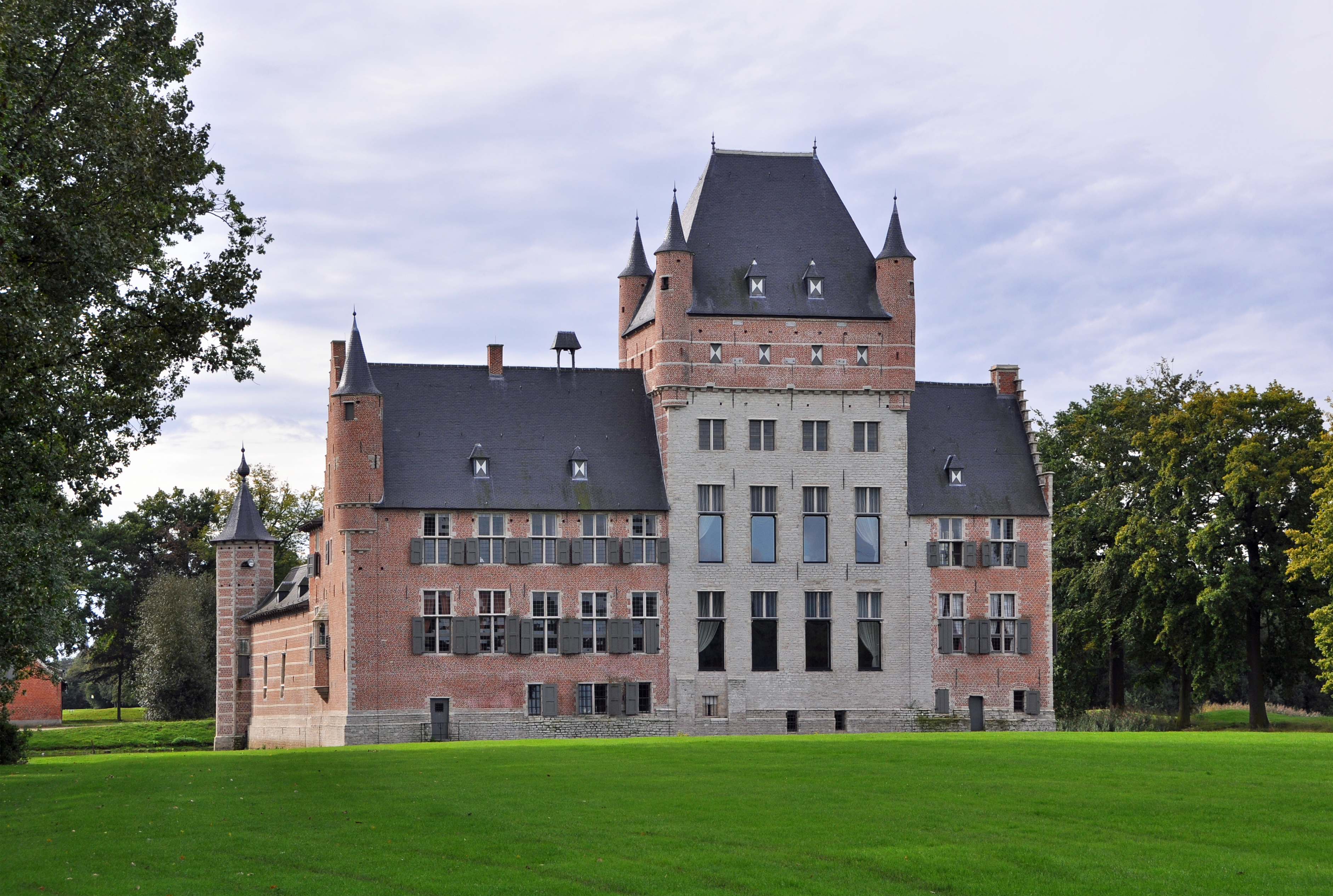
Kasteel Bossenstein

Broechem is een deelgemeente van de gemeente Ranst in de Belgische provincie Antwerpen (arrondissement Antwerpen). Broechem was een zelfstandige gemeente tot aan de gemeentelijke herindeling van 1977.

## Toponymie
De naam is afgeleid van broek (vochtig land) en heem (huis, gebouw).

## Geschiedenis
Broechem werd voor het eerst vermeld in het Polypticon van de Abdij van Lobbes (868-869). In 1161 kwamen de rechten van de parochie aan de Abdij van Tongerlo. De abdij bezat er ook de hoeve Awen of Ter Eeuwen. Van ongeveer 1180-1280 was dit een vrouwenklooster, waar ook een kapel was bijgebouwd. Het altaar daarvan werd omstreeks 1329 naar de parochiekerk van Broechem overgebracht.
De kerken van Oelegem en Wijnegem waren afhankelijk van die van Broechem. Wijnegem werd in 1292 een zelfstandige parochie, in 1604 volgde Wijnegem.
De heerlijkheid Broechem kwam in 1559 aan de familie Van der Rijt. In 1664 werd Filips le Roy de eigenaar.
In 1542 werd het dorp gebrandschat door de troepen van Maarten van Rossum. In 1584 werd het dorp geteisterd door de troepen van Alexander Farnese. Ook in 1705 (Spaanse Successieoorlog) had het dorp veel te lijden. Tussen 1909 en 1912 kwam het Fort van Broechem tot stand. Tijdens de eerste Wereldoorlog werd dit fort beschoten waarbij ook in het dorp veel schade werd aangericht.
Broechem was vanouds een dorp waar landbouw en veehouderij een belangrijke rol vervulden. Vanaf 1916 werd intensieve fruitteelt beoefend: kruisbessen, appels, peren, perziken, kersen en aardbeien werden er geteeld. In 1922 werd een fruitmarkt ingesteld, welke in 1939 werd vervangen door een veiling.
Broechem was een zelfstandige gemeente tot einde 1976.

## Bezienswaardigheden
- De Onze-Lieve-Vrouwekerk van Broechem en haar historische Zilveren Orgel
- De Onze-Lieve-Vrouwekapel aan de Kapelstraat
- Kasteel Bossenstein, een kasteel met een donjon uit de 14e eeuw aan de noordzijde van Broechem.
- Kasteel Broechemhof
- Het Fort van Broechem

## Natuur en landschap
Broechem ligt in de Kempen op een hoogte van 5-10 meter. In het noorden loopt het Albertkanaal met een spaarbekken en in het zuidoosten loopt het Netekanaal parallel aan de Kleine Nete.

## Demografie

### 15e eeuw en 16e eeuw
| Inwoneraantal                         | 946 | 910 | 805 | 910 | 609 | 301 |
| Opmerking: haard- en inwonertellingen |     |     |     |     |     |     |

### Demografische ontwikkeling voor de fusie
- Bronnen:NIS, Opm:1806 tot en met 1970=volkstellingen; 1976 = inwoneraantal op 31 december

## Politiek

### Geschiedenis

#### (Voormalige) Burgemeesters
| Tijdspanne | Tijdspanne | Burgemeester       |
| ---------- | ---------- | ------------------ |
|            | ? - ?      | Jul De Cuyper (VU) |

## Evenementen
Jaarmarkt Broechem: Is een jaarlijkse markt sinds 1963 in het centrum van Broechem en deze vindt plaats de zondag na 8 september. Als zondag op 8 september valt, dan is de markt ook die zondag.  In 2015, de 52ste editie, waaide er een nieuwe wind over het concept. De markt verhuisde een jaar later van maandag naar zondag. Sinds 2016 organiseert het comité ook een Broechemse Kinderrommelmarkt en gaat door op zaterdag.

## Sociale kaart
- OC Broechem, opvangcentrum voor asielzoekers

## Sport
- Bossenstein Golf en Polo Club
- voetbalclub KFC Broechem, zowel de mannen- als de vrouwenploeg is actief in de tweede provinciale reeksen Antwerpen.

## Bekende Broechemnaars

### Geboren in Broechem
- Achiel Smets (1931 - 2005), politicus
- Jurgen Cavens (1978), voetballer
- Tuur Dierckx (1995), voetballer
- Karel van den Akker (1939), Hoofdcommissaris van politie Brussel

Inwoners
- Jules Persyn (1878-1933), schrijver en literatuurcriticus
- Herman Deridder (1932-2010), heemkundige

### Fictief
- Maurice de Praetere, personage uit televisieserie F.C. De Kampioenen.

## Nabijgelegen kernen
Ranst, Viersel, Massenhoven, Emblem